# Carole Martin
Carole Martin, född 18 juni 1955 i Villeneuve-sur-Yonne, är en fransk handbollstränare och tidigare handbollsspelare.

## Biografi
Carole Martin var bara 17 år gammal när hon blev uttagen i det franska landslaget 1972. Hon spelade sedan i 15 år för Frankrike, totalt 208 landskamper.
Inom klubbhandbollen utvecklas hon först med klubben Troyes OS och fick en titel som fransk mästare 1979. Hon vann skytteligan i franska mästerskapet tre gånger; 1983 (108 mål), 1985 (123 mål) och 1986 (165 mål).
1984 började hon spela för klubben USM Gagny. Med denna klubb vann hon ytterligare två franska mästerskapstitlar 1985 och 1987, innan hon avslutade sin karriär 1989.
Efter spelarkarriären blev Carole Martin tränare. Hon var förbundskapten för det franska damlandslaget mellan 1991 och 1997. Hon har även erfarenhet som tränare utomlands, 1998-1999 i Norge med Tertnes IL och 1999-2000 i Danmark hos FIF. Hon avslutade sin karriär som tränare för AS Sainte-Maure Troyes.